# Das Fenster zum Himmel
Das Fenster zum Himmel ist ein Roman der österreichischen Schriftstellerin Elisabeth Escher aus dem Jahr 2020.

## Inhalt
Das außergewöhnlich fantasiebegabte „Zigeunermädchen“ Marie Muth wird in den 1960er Jahren ihrer Mutter, einer Prostituierten, als dreijähriges Mädchen entzogen und nach einem Heimaufenthalt einer herzlosen Pflegefamilie überantwortet. Erst dann beginnt ihr Leben ohne tägliche Todesangst. Die qualvollen Jahre haben dem Kind bereits tiefe Wunden zugefügt. Jakob Selinger, katholischer Pfarrer und Religionslehrer des kleinen Ortes Schönboden, nimmt das Mädchen bei sich im Pfarrhof auf. Schon bald brodelt im Dorf die Gerüchteküche: Eine eheähnliche Beziehung zu seiner Haushälterin wird dem eigenwilligen Priester ohnehin schon lange nachgesagt. Nun wird ihm auch noch unterstellt, seinem Mündel nachzusteigen, das für alle erkennbar zu einer ausnehmend anziehenden Frau heranwächst. Der Grat zwischen Tratsch und Verleumdung ist eng. Obwohl sich Abgründe menschlichen Denkens und Handelns auftun, erzählt die Geschichte auch von der Macht der Liebe, die Hoffnung und Heilung zugleich ist.
Der Roman ist die Geschichte eines individuellen Schicksals auf dem gesellschaftlichen Hintergrund der frühen zweiten Hälfte des 20. Jahrhunderts. Seit den Meldungen über die Misshandlungs- und Missbrauchsvorwürfe von ehemaligen Zöglingen der 1960er und 1970er Jahre steht das Thema der Heim- um Pflegekinder im Herkunftsland der Autorin wiederholt im öffentlichen Fokus. Die authentisch belegte Geschichte des Mädchens Marie Muth (fiktiver Name) ist ein Abbild jener Zeit, in der die meisten Menschen, vor allem im dörflichen Bereich, über das Martyrium der Kinder Bescheid wussten und dennoch wegschauten, was dem konsensualen Verhalten entsprach.

## Ausgabe
- Das Fenster zum Himmel. Roman. Bernardus Verlag, Aachen 2020, ISBN 978-3-8107-0320-0; Kartoniert, 315 Seiten, Deutsch